# Necrópolis de Chellah

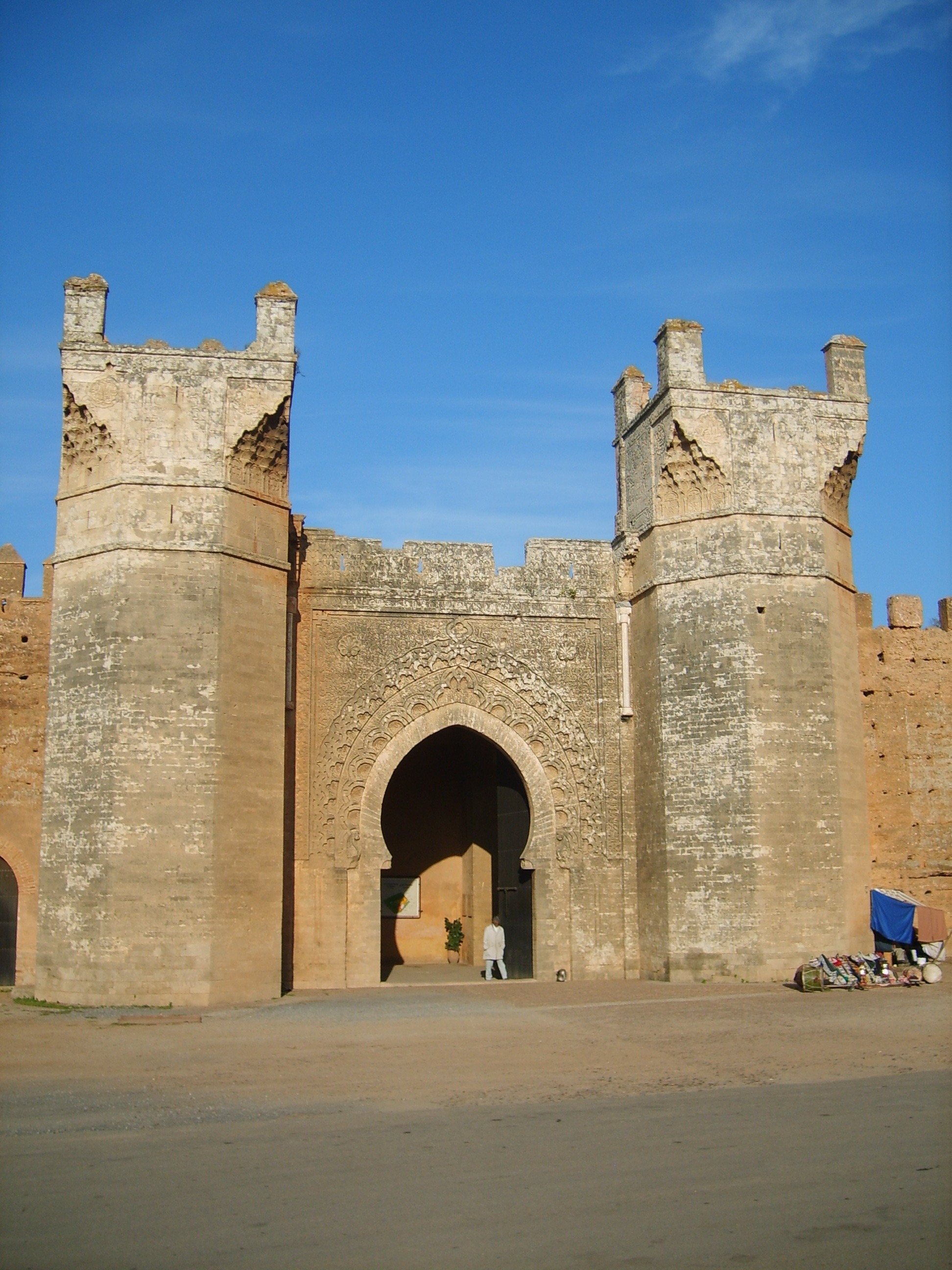
Puerta de entrada.

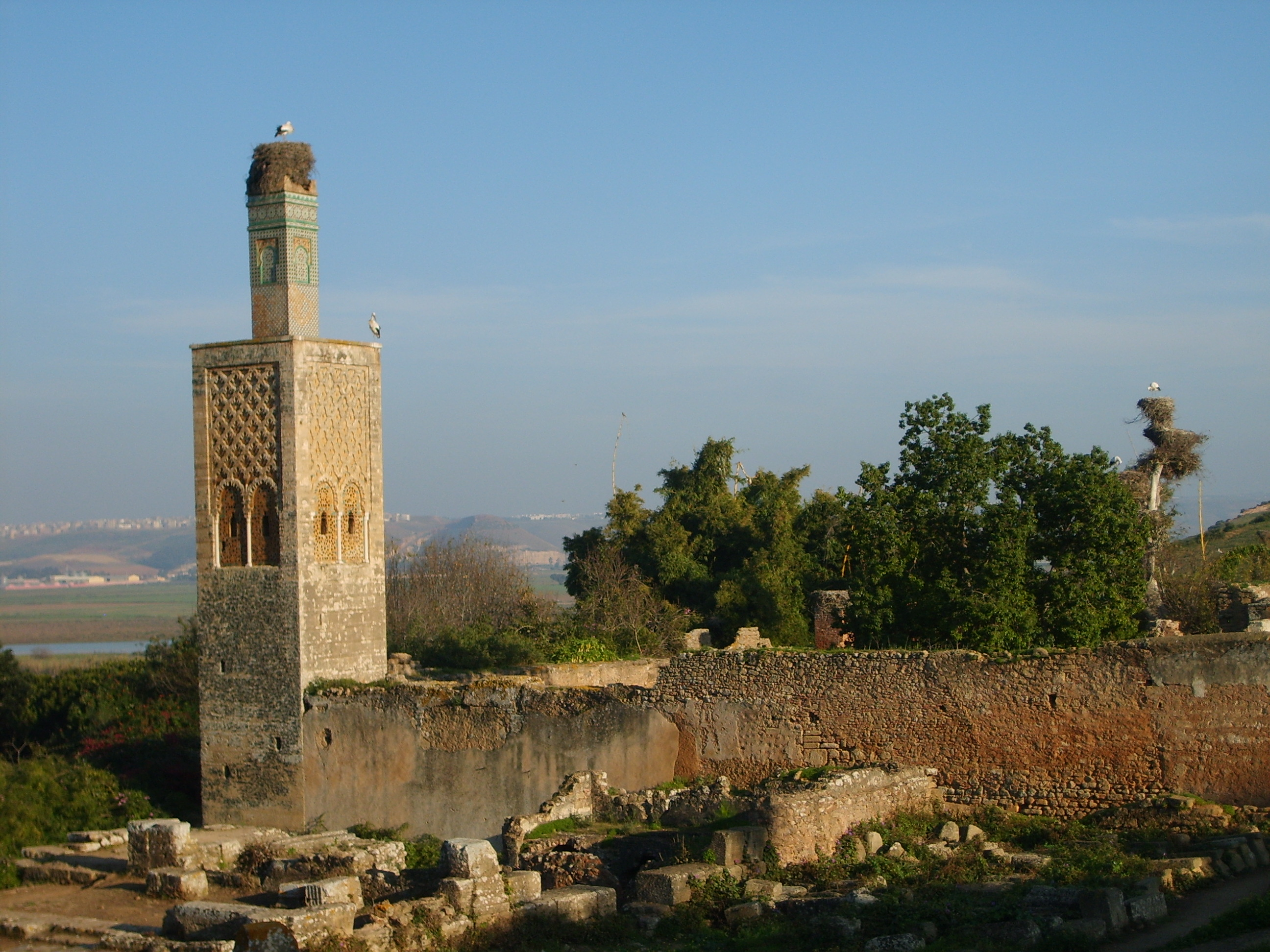
El miranete y parte de la muralla.

La necrópolis de Chellah, Chella  (en árabe: شالة‎, romanizado: Shālah, [ ˈʃɑː.lɐh ]; en bereber: ⵛⵍⵍⴰⵀ - Cellah, Calla o Sla) es un antiguo complejo romano, medieval y necrópolis, situado en el emplazamiento de la antigua ciudad de Salé, a 2 km del centro de la ciudad y en las proximidades de Rabat, en Marruecos. Constituye probablemente la más antigua aglomeración humana establecida en la desembocadura del río Bu Regreg; fenicios y cartagineses fundaron varias factorías en Marruecos, y probablemente ocuparon el lugar.
Excavaciones arqueológicas han revelado los vestigios de una antigua ciudad romana, una población de cierta importancia, citada con los nombres de Sala y Sala Colonia por Ptolomeo, en el itinerario de Antonino Pío. 
Los restos del Decumanus Maximus, o vía principal, fueron descubiertos junto con un foro, una fuente monumental y un arco de triunfo. La vía principal de Sala continuaba en dirección al antiguo puerto del Bu Regreg, así pues, la ciudad romana sobrepasaba en extensión al recinto de los benimerines en dirección hacia el río.
Chellah fue abandonada durante varios siglos hasta que los benimerines eligieron el lugar para construir su necrópolis. Como indica la inscripción en escritura cúfica situada encima de la puerta, los trabajos finalizaron en 1339 bajo el reinado de Abu al-Hasan ben Uthman. La ocupación del lugar fue gradual y las adaptaciones sucesivas condujeron a la realización de una suntuosa necrópolis.

Protegida por un imponente foro, al que se accede por una puerta monumental, en la necrópolis están presentes una sala de instalaciones sanitarias, un zawiya (edificio religioso musulmán) con un oratorio, un minarete decorado por azulejos y varias salas funerarias entre las que destaca la del propio Abu Al-Hasan.

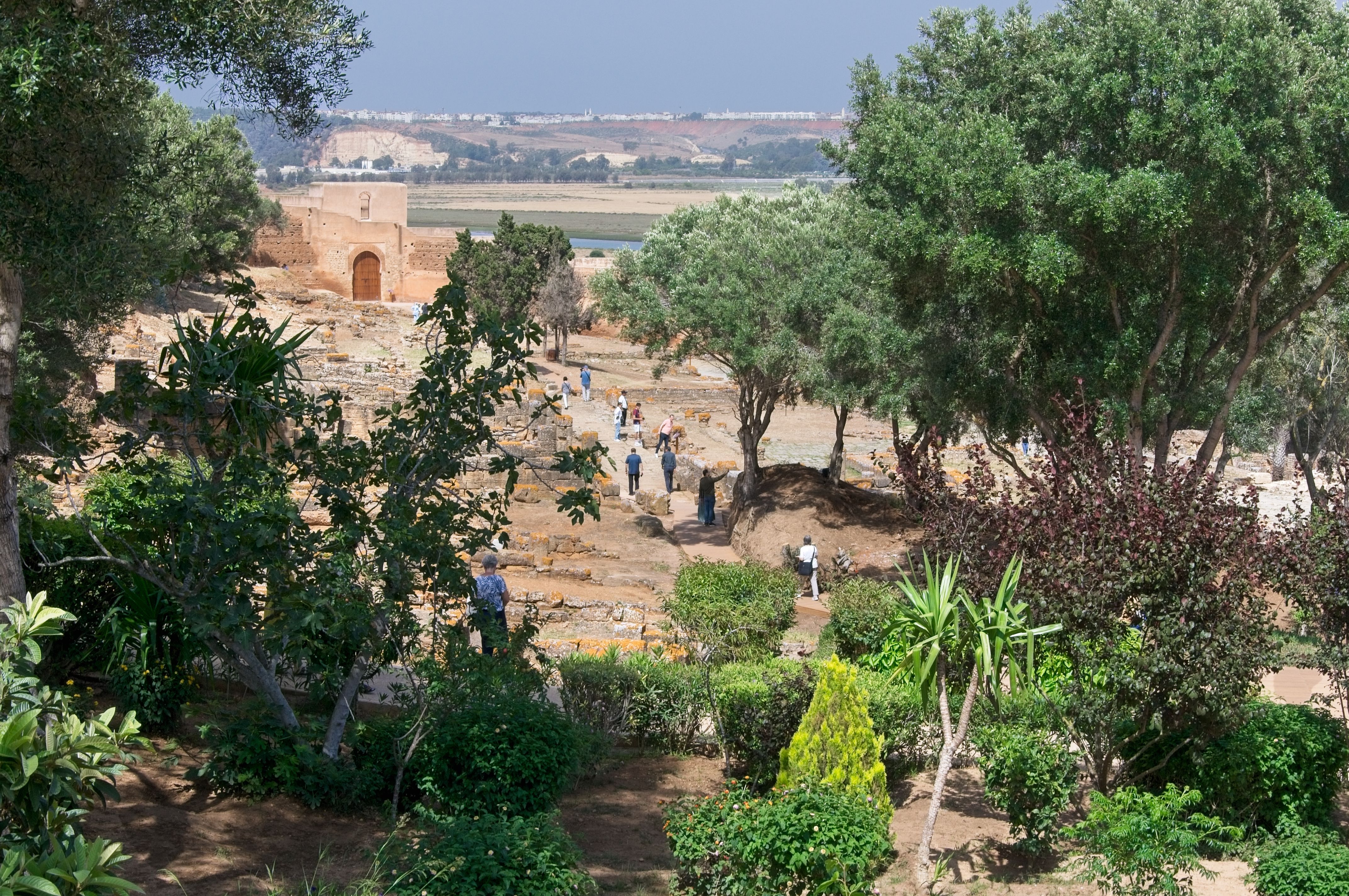
Point de vue dans l'enceinte du Chellah le 2 juin 2024
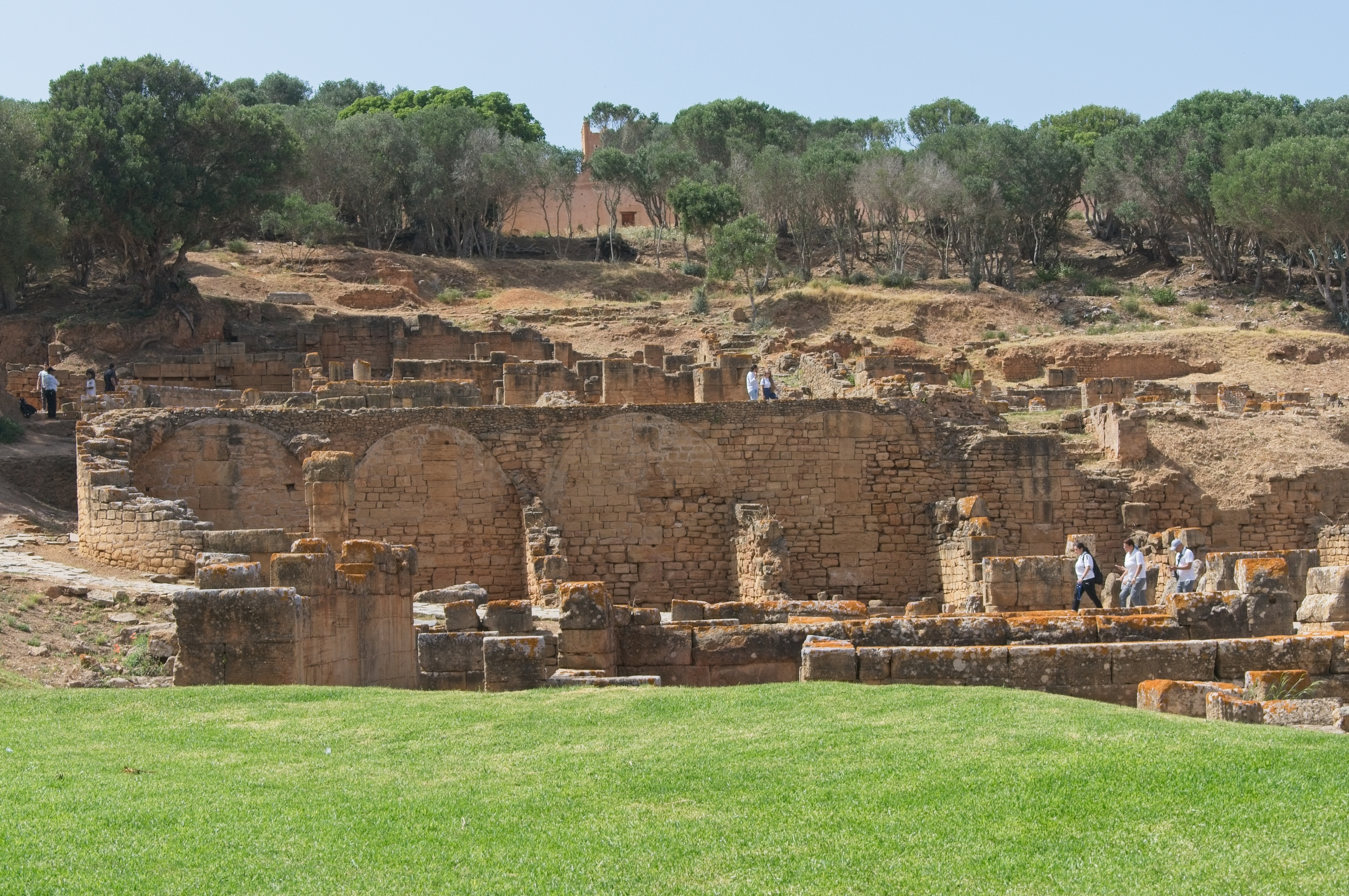
Point de vue dans l'enceinte du Chellah le 2 juin 2024

La puerta de la necrópolis, flanqueada por dos torres semi-octogonales, se abre en un pequeño oasis de diez hectáreas.